# Henry Gunther
Henry Nicholas John Gunther, ameriški vojak, * 6. junij 1895 Baltimore, Maryland, ZDA † 11. november 1918, Chaumont-devant-Damvillers, Meuse, Francija.    
Gunther je bil zadnji ameriški vojak, ki je umrl v prvi svetovni vojni. 11. novembra 1918 je po novici o skorajšnji sklenitvi premirja tekel z bojišča na zahodni fronti v Meusu, ko ga je ob 10.58 ustrelila skupina treh nemških vojakov, zaradi česar je Gunther umrl manj kot dve minuti pred razglasitvijo premirja.    